# Kode
För andra betydelser, se Kode (olika betydelser).
Kode (uttalas ko-de) är en tätort i Kungälvs kommun i Västra Götalands län.
Orten ligger i Solberga socken i södra Bohuslän, 12 km norr om Kungälv och 15 km söder om Stenungsund. Samhället har hållplats på Bohusbanan och passeras av E6.

## Historia
Selma Lagerlöfs roman Herr Arnes penningar, som bygger på en verklig händelse, utspelas i närheten av Kode. Man kan följa handlingen i spåren, då de platser som nämns i boken finns på riktigt. Man tror sig på det sättet ha funnit en del av Herr Arnes stulna penningar, då man grävde inför ett nybygge av en ladugård.
Kode var centralort i Kode landskommun mellan 1952 och 1970.
1995 blev Kode riksbekant för det brutala mordet på den 14-årige pojken John Hron vid Ingetorpssjön, strax utanför samhället.

### Befolkningsutveckling
| Befolkningsutvecklingen i Kode 1965–2020                   | Befolkningsutvecklingen i Kode 1965–2020 | Befolkningsutvecklingen i Kode 1965–2020 | Befolkningsutvecklingen i Kode 1965–2020 | Befolkningsutvecklingen i Kode 1965–2020 |
| ---------------------------------------------------------- | ---------------------------------------- | ---------------------------------------- | ---------------------------------------- | ---------------------------------------- |
|                                                            |                                          |                                          |                                          |                                          |
| År                                                         |                                          |                                          | Folkmängd                                | Areal (ha)                               |
| 1965                                                       | 1965                                     |                                          | 294                                      |                                          |
| 1970                                                       | 1970                                     |                                          | 404                                      |                                          |
| 1975                                                       | 1975                                     |                                          | 696                                      |                                          |
| 1980                                                       | 1980                                     |                                          | 1 446                                    |                                          |
| 1990                                                       | 1990                                     |                                          | 1 531                                    | 124                                      |
| 1995                                                       | 1995                                     |                                          | 1 503                                    | 124                                      |
| 2000                                                       | 2000                                     |                                          | 1 420                                    | 126                                      |
| 2005                                                       | 2005                                     |                                          | 1 336                                    | 127                                      |
| 2010                                                       | 2010                                     |                                          | 1 380                                    | 127                                      |
| 2015                                                       | 2015                                     |                                          | 1 605                                    | 162                                      |
| 2020                                                       | 2020                                     |                                          | 1 665                                    | 163                                      |
| Anm.: Ny tätort 1965. Sammanvuxen med småorten Hammar 2015 |                                          |                                          |                                          |                                          |

## Näringsliv
Största företag på orten är Bror Tonsjö AB, mekanisk verkstad, med cirka 110 anställda, och därutöver finns ett flertal mindre företag. Framför allt är dock Kode en bostadsförort med omfattande arbetspendling till Stenungsund, Kungälv och Göteborg.